# Malavan
Malavan Bandar Anzali Football Club (persană باشگاه فوتبال ملوان بندر انزلى) este un club de fotbal iranian din Bandar-e Anzali, Iran.

## Jucători notabili
1970s
- Manoochehr Darjezi
- Aziz Espandar
- Nosrat Irandoost
- Ghafour Jahani
- Akbar Misaghian
- Ali Niakani
- Mikhaeil Petrosyan
- Mahmoud Pishgah-Hadian
- Ghasem Soltanzadi

1980s
- Mohammad Ahmadzadeh
- Mahmoud Fekri
- Sirous Ghayeghran
- Farhad Pourgholami

1990s
- Mohammad Ghadirbahri
- Mohammad Habibi
- Aref Mohammadvand
- Payan Rafat

2000s
- Hassan Ashjari
- Mohammad Gholami
- Mohammad Hamrang
- Jalal Hosseini
- Pejman Nouri
- Babak Pourgholami
- Jalal Rafkhaei
- Hadi Ta'mini
- Maziar Zare
- Serghei Pașcenco